# Sphaerodactylus storeyae
Sphaerodactylus storeyae е вид влечуго от семейство Sphaerodactylidae. Видът е застрашен от изчезване.

## Разпространение
Разпространен е в Куба.